# Burnie International
O Burnie International é um torneio de tênis profissional disputado em quadras duras ao ar livre. Atualmente faz parte do ATP Challenger Tour e do ITF Women's Circuit. É um torneio de nível US$ 75.000 para o Challenger Tour e um torneio de nível $ 60.000 para o Circuito Feminino, embora anteriormente fosse um torneio de nível US$ 25.000 antes de ser atualizado em 2014. Foi realizado anualmente em Burnie entre 2003 e 2015, mas não não ocorreu em 2016 devido à necessidade de reforma nas quadras.
Antes de 2016, o evento também era conhecido como "McDonald's Burnie International". De 2017 a 2019, era conhecida como "Caterpillar Burnie International". Embora o torneio tenha sido planejado para ser realizado em 2021 e 2022, nenhum dos eventos aconteceu devido à pandemia de COVID-19.

## Finais

### Simples masculino
| Ano       | Campeão                 | Vice-campeão     | Resultado     |
| --------- | ----------------------- | ---------------- | ------------- |
| 2003      | Satoshi Iwabuchi        | Paul Baccanello  | 6–2, 6–3      |
| 2004      | Lu Yen-hsun             | Robert Lindstedt | 6–3, 6–0      |
| 2005      | Chris Guccione          | Gouichi Motomura | 6–3, 7–5      |
| 2006      | Konstantinos Economidis | Alun Jones       | 6–4, 6–2      |
| 2007 (1)  | Nathan Healey           | Greg Jones       | 7–5, 6–4      |
| 2007 (2)  | Alun Jones              | Rameez Junaid    | 6–0, 6–1      |
| 2008      | Não ocorreu             | Não ocorreu      | Não ocorreu   |
| 2009      | Brydan Klein            | Grega Žemlja     | 6–3, 6–3      |
| 2010      | Bernard Tomic           | Greg Jones       | 6–4, 6–2      |
| 2011      | Flavio Cipolla          | Chris Guccione   | w/o           |
| 2012      | Danai Udomchoke         | Samuel Groth     | 7–6(7–5), 6–3 |
| 2013      | John Millman            | Stéphane Robert  | 6–2, 4–6, 6–0 |
| 2014      | Matt Reid               | Hiroki Moriya    | 6–3, 6-2      |
| 2015      | Chung Hyeon             | Alex Bolt        | 6–2, 7–5      |
| 2016      | Não ocorreu             | Não ocorreu      | Não ocorreu   |
| 2017      | Omar Jasika             | Blake Mott       | 6–2, 6–2      |
| 2018      | Stéphane Robert         | Daniel Altmaier  | 6–1, 6–2      |
| 2019      | Steven Diez             | Maverick Banes   | 7–5, 6–1      |
| 2020      | Taro Daniel             | Yannick Hanfmann | 6–2, 6–2      |
| 2020–2022 | Não ocorreu             | Não ocorreu      | Não ocorreu   |
| 2023      | Rinky Hijikata          | James Duckworth  | 6–3, 6–3      |

### Duplas masculinas
| Ano       | Campeões                             | Vice-campeões                        | Resultado                   |
| --------- | ------------------------------------ | ------------------------------------ | --------------------------- |
| 2003      | Federico Browne Rogier Wassen        | Raphael Durek Alun Jones             | 1–6, 6–3, 6–2               |
| 2004      | Rik de Voest Lu Yen-hsun             | Leonardo Azzaro Oliver Marach        | 6–3, 1–6, 7–5               |
| 2005      | Luke Bourgeois Chris Guccione        | Alexander Hartman Scott Lipsky       | 6–4, 6–3                    |
| 2006      | Luke Bourgeois (2) Lu Yen-hsun (2)   | Raphael Durek Alun Jones             | 6–3, 6–2                    |
| 2007 (1)  | Nathan Healey Robert Smeets          | Rameez Junaid Joseph Sirianni        | 7–6(9–7), 6–4               |
| 2007 (2)  | Samuel Groth Joseph Sirianni         | Nima Roshan Jose Statham             | 6–3, 1–6, [10–4]            |
| 2008      | Não ocorreu                          | Não ocorreu                          | Não ocorreu                 |
| 2009      | Miles Armstrong Sadik Kadir          | Peter Luczak Robert Smeets           | 6–3, 3–6, [10–7]            |
| 2010      | Matthew Ebden Samuel Groth (2)       | James Lemke Dane Propoggia           | 6–7(8–10), 7–6(7–4), [10–8] |
| 2011      | Philip Bester Peter Polansky         | Marinko Matosevic Rubin Jose Statham | 6–3, 4–6, [14–12]           |
| 2012      | John Peers John-Patrick Smith        | Divij Sharan Vishnu Vardhan          | 6–2, 6–4                    |
| 2013      | Ruan Roelofse John-Patrick Smith (2) | Brydan Klein Dane Propoggia          | 6–2, 6–2                    |
| 2014      | Matt Reid John-Patrick Smith (3)     | Toshihide Matsui Danai Udomchoke     | 6–4, 6–2                    |
| 2015      | Carsten Ball Matt Reid (2)           | Radu Albot Matthew Ebden             | 7–5, 6–4                    |
| 2016      | Não ocorreu                          | Não ocorreu                          | Não ocorreu                 |
| 2017      | Brydan Klein Dane Propoggia          | Steven de Waard Luke Saville         | 6–3, 6–4                    |
| 2018      | Gerard Granollers Marcel Granollers  | Evan King Max Schnur                 | 7–6(10–8), 6–2              |
| 2019      | Lloyd Harris Dudi Sela               | Mirza Bašić Tomislav Brkić           | 6–3, 6–7(3–7), [10–8]       |
| 2020      | Harri Heliövaara Sem Verbeek         | Luca Margaroli Andrea Vavassori      | 7–6(7–5), 7–6(7–4)          |
| 2020–2022 | Não ocorreu                          | Não ocorreu                          | Não ocorreu                 |
| 2023      | Marc Polmans Max Purcell             | Luke Saville Tristan Schoolkate      | 7–6(7–4), 6–4               |

### Simples feminina
| Ano       | Campeã              | Vice-campeã          | Resultado               |
| --------- | ------------------- | -------------------- | ----------------------- |
| 2009      | Abigail Spears      | Lu Jingjing          | 6–4, 6–2                |
| 2010      | Arina Rodionova     | Jarmila Groth        | 6–1, 6–0                |
| 2011      | Eugenie Bouchard    | Zheng Saisai         | 6–4, 6–3                |
| 2012      | Olivia Rogowska     | Irina Khromacheva    | 6–3, 6–3                |
| 2013      | Olivia Rogowska (2) | Monique Adamczak     | 7–6(7–5), 6–7(7–9), 6–4 |
| 2014      | Misa Eguchi         | Elizaveta Kulichkova | 4–6, 6–2, 6–3           |
| 2015      | Daria Gavrilova     | Irina Falconi        | 7–5, 7–5                |
| 2016      | Não ocorreu         | Não ocorreu          | Não ocorreu             |
| 2017      | Asia Muhammad       | Arina Rodionova      | 6–2, 6–1                |
| 2018      | Marta Kostyuk       | Viktorija Golubic    | 6–4, 6–3                |
| 2019      | Belinda Woolcock    | Paula Badosa         | 7–6(7–3), 7–6(7–4)      |
| 2020      | Maddison Inglis     | Sachia Vickery       | 2–6, 6–3, 7–5           |
| 2020–2022 | Não ocorreu         | Não ocorreu          | Não ocorreu             |
| 2023      | Storm Hunter        | Olivia Gadecki       | 6–4, 6–3                |

### Duplas femininas
| Ano  | Campeãs                           | Vice-campeãs                       | Resultado             |
| ---- | --------------------------------- | ---------------------------------- | --------------------- |
| 2009 | Monique Adamczak Abigail Spears   | Xu Yifan Zhou Yimiao               | 6–2, 6–4              |
| 2010 | Jessica Moore Arina Rodionova     | Tímea Babos Anna Arina Marenko     | 6–2, 6–4              |
| 2011 | Natsumi Hamamura Erika Takao      | Sally Peers Olivia Rogowska        | 6–2, 3–6, [10–7]      |
| 2012 | Arina Rodionova (2) Melanie South | Stephanie Bengson Tyra Calderwood  | 6–2, 6–2              |
| 2013 | Shuko Aoyama Erika Sema           | Bojana Bobusic Jessica Moore       | w/o                   |
| 2014 | Jarmila Gajdošová Storm Sanders   | Eri Hozumi Miki Miyamura           | 6–4, 6–4              |
| 2015 | Irina Falconi Petra Martić        | Han Xinyun Junri Namigata          | 6–2, 6–4              |
| 2016 | Não ocorreu                       | Não ocorreu                        | Não ocorreu           |
| 2017 | Riko Sawayanagi Barbora Štefková  | Alison Bai Varatchaya Wongteanchai | 7–6(8–6), 4–6, [10–7] |
| 2018 | Vania King Laura Robson           | Momoko Kobori Chihiro Muramatsu    | 7–6(7–3), 6–1         |
| 2019 | Ellen Perez Arina Rodionova       | Irina Khromacheva Maryna Zanevska  | 6–4, 6–3              |
| 2020 | Ellen Perez Storm Sanders         | Desirae Krawczyk Asia Muhammad     | 6–3, 6–2              |